# Сан-Микеле-Мондови
Сан-Мике́ле-Мондови́ (итал. San Michele Mondovì) — коммуна в Италии, располагается в области Пьемонт, в провинции Кунео.
Население составляет 2069 человек (2008 г.), плотность населения составляет 115 чел./км². Занимает площадь 18 км². Почтовый индекс — 12080. Телефонный код — 0174.
Покровителями коммуны почитаются архангел Божий Михаил, празднование 29 сентября, и св. Иустина Падуанская, празднование 27 июля.

## Население
Динамика населения:

## Администрация коммуны
- Официальный сайт: